# 野牦牛

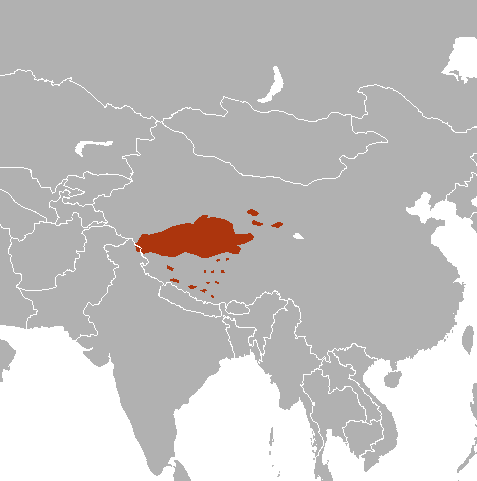
分佈圖

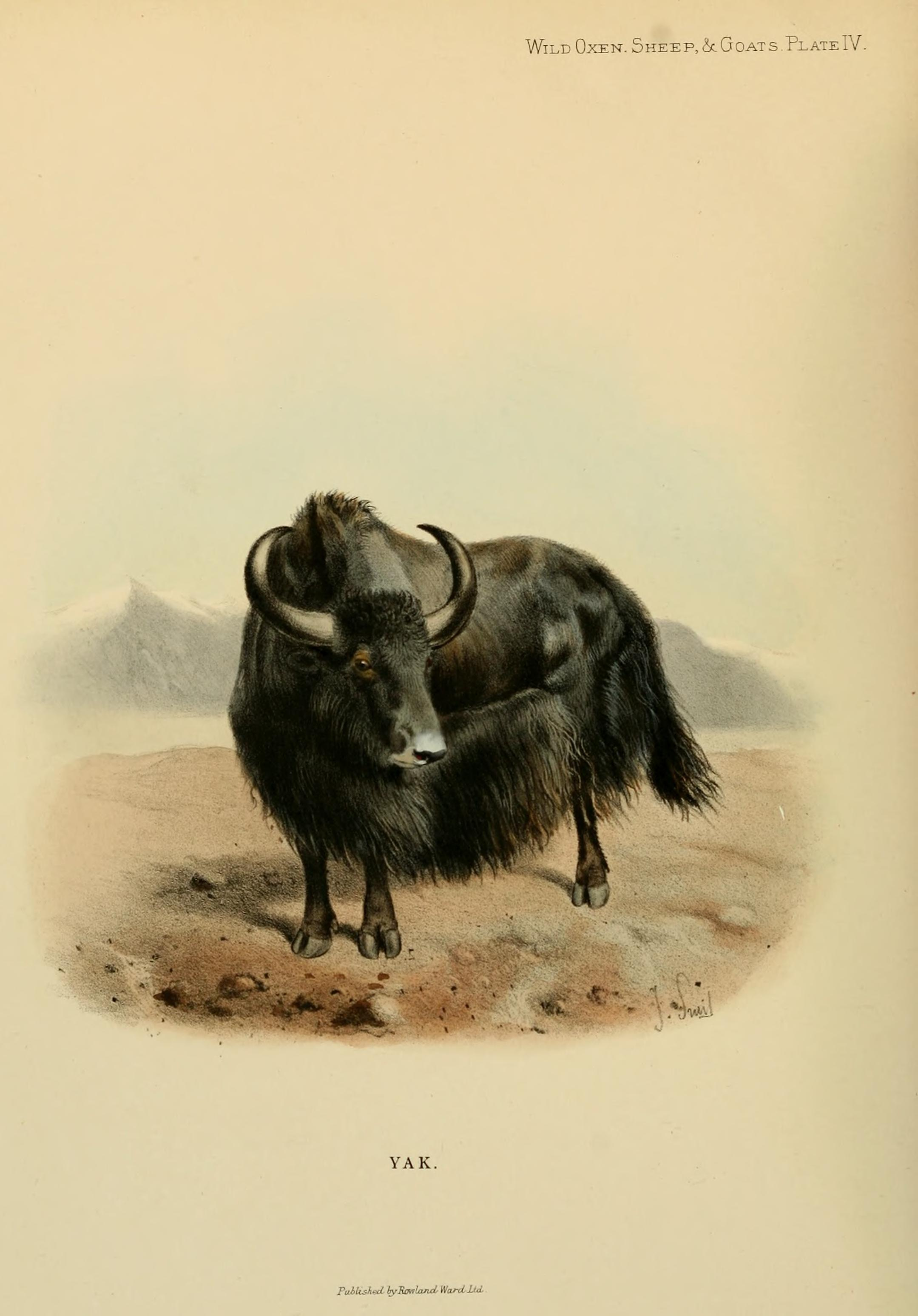
野氂牛

野氂牛（學名：Bos mutus），又作野犛牛，是牛科牛屬其中一個品種，原產喜馬拉雅山一帶，是氂牛的祖先。

## 外部連結
- ARKive – images and movies of the wild yak (Bos grunniens)
- AnimalInfo.Org: Animal Info – Wild Yak （页面存档备份，存于）